# Getal van Abbe
Het getal van Abbe is een dimensieloos getal dat een maat is voor de dispersie (kleurschifting) van transparante media. Het getal is genoemd naar de Duitse fysicus Ernst Abbe (1840-1905).

## Achtergrond
Optische dispersie wil zeggen dat de lichtbreking in een stof afhangt van de golflengte, en dus van de kleur. Daardoor ontstaat in lenzen chromatische aberratie, een afbeeldingsfout die bijvoorbeeld tot kleurige randjes langs grenzen tussen lichte en donkere delen van een beeld leidt.
Om de dispersie van een materiaal (bijvoorbeeld een glassoort) volledig te beschrijven, zou men moeten vermelden hoe de brekingsindex van dat materiaal afhangt van de golflengte λ, dus de volledige functie n(λ). Dat kan met de zogenaamde Cauchyvergelijking en de Sellmeiervergelijking. Voor eenvoudige berekeningen is het echter vaak voldoende om de dispersie in het zichtbare deel van het spectrum te beschrijven met het getal van Abbe.

## Definitie
| golflengte λ in nm | Fraunhoferlijn | lichtbron | kleur  |
| ------------------ | -------------- | --------- | ------ |
| 365,0146           | i              | Hg        | UV     |
| 404,6561           | h              | Hg        | violet |
| 435,8343           | g              | Hg        | blauw  |
| 479,9914           | F'             | Cd        | blauw  |
| 486,1327           | F              | H         | blauw  |
| 546,0740           | e              | Hg        | groen  |
| 587,5618           | d              | He        | geel   |
| 589,2938           | D              | Na        | geel   |
| 643,8469           | C'             | Cd        | rood   |
| 656,2725           | C              | H         | rood   |
| 706,5188           | r              | He        | rood   |
| 768,2              | A'             | K         | rot    |
| 852,11             | s              | Cs        | IR     |
| 1013,98            | t              | Hg        | IR     |

Het getal van Abbe V was vroeger gedefinieerd als
{\displaystyle V={\frac {n_{\rm {d}}-1}{n_{\rm {F}}-n_{\rm {C}}}}}
waarin nd (resp. ne), nF' en nC' de brekingsindices zijn van het materiaal bij
de golflengtes van de Fraunhoferlijnen d, F en C (587,6 nm, 486,1 nm en 656,3 nm),
en tegenwoordig als:
{\displaystyle V={\frac {n_{\rm {e}}-1}{n_{\rm {F'}}-n_{\rm {C'}}}}}
waarin: nd (resp. ne), nF' en nC' de brekingsindices zijn van het materiaal bij de golflengtes van de Fraunhoferlijnen e, F' en C' (546,07 nm, 479,99 nm en 643,84 nm),
zoals in nevenstaande tabel.
Typische waarden lopen voor de meestgebruikte glassoorten lopen van 20 („zwaar”, dus loodhoudend, flintglas tot 60 voor kroonglas). De grens tussen de aanduidingen ‘flintglas’ en ‘kroonglas’ ligt bij een Abbegetal van 50. Speciale glassoorten (fluoriet-kroonglas) hebben Abbegetallen rond 85; magnesiumfluoride zelfs 95; deze soorten hebben dus een zeer geringe dispersie.
De volgende tabel geeft de standaardgolflengtes waarbij de brekingsindex normaliter wordt bepaald. Zo wordt bijvoorbeeld nD gemeten bij een golflengte van 589,3 nm.

## Toepassingen
Het getal van Abbe is vooral van belang voor het ontwerp van eenvoudige lenzensystemen waarbij de chromatische aberratie geminimaliseerd moet worden. Zo heeft bijvoorbeeld een lenzenstelsel bestaande uit twee vlak bij elkaar geplaatste dunne lenzen voor de Fraunhoferlijnen F en C dezelfde brandpuntsafstanden als voldaan is aan
{\displaystyle V_{1}\cdot f_{1}+V_{2}\cdot f_{2}=0}
waarin Vi de Abbegetallen en fi de brandpuntsafstanden van de lenzen zijn. Daar een dergelijk systeem blauw en rood licht (althans twee paarsgewijs „bij elkaar passende” golflengtes) gelijk afbeeldt, is de chromatische aberratie nu gering (men ziet meestal een violette rand rond lichte objecten). Dergelijke lenzensystemen staan bekend als 'achromaten' en stonden aan de basis van de ontwikkeling van grote telescopen in de 19e eeuw.
Voor nauwkeuriger berekeningen en kwalitatief hoogwaardige lenzenstelsels dient de exacte dispersierelatie, dat wil zeggen het exacte verband tussen de brekingsindex en de golflengte te worden gebruikt. Toch hantert men ook daarbij het getal van Abbe om een grove voorselectie van glassoorten te maken.
In het infrarode en ultraviolette gebied is het getal van Abbe niet geschikt, daar het voor golflengtes in het zichtbaar gebied is gedefinieerd.